# Mpigi (district)
Le district de Mpigi est un district d'Ouganda. Sa capitale est Mpigi.